# Costanza Rizzacasa d'Orsogna
Costanza Rizzacasa d'Orsogna (1973) è una scrittrice, giornalista e saggista italiana.

## Biografia
Laureata in scrittura alla Columbia University di New York, ha vissuto per dodici anni negli Stati Uniti, dove ha lavorato come giornalista. Dal 2011 si occupa di cultura e letteratura americane per il Corriere della Sera e per il suo supplemento culturale La lettura. Esperta di Giappone, ha realizzato la prima intervista da parte di un importante media occidentale al due volte campione olimpico di pattinaggio di figura Yuzuru Hanyu dopo il suo passaggio al professionismo. Fra i soggetti da lei trattati vi sono problematiche quali il sessismo, anche in relazione alla rappresentanza femminile nei premi letterari e le disabilità. In precedenza è stata notista di costume politico de Il Riformista e La Stampa.
Ha curato il libro di Stefano Cagliari Storia di mio padre, biografia dell’ex presidente dell’ENI Gabriele Cagliari, suicida negli anni di Mani Pulite.
È autrice di una trilogia di favole sulla diversità aventi per protagonista il gatto disabile Milo, parzialmente ispirate al gatto affetto da ipoplasia cerebellare da lei adottato e tradotte in varie lingue. La trilogia è entrata nella didattica di numerose scuole per parlare di inclusività ai giovani lettori. Dopo la morte di Milo, nel 2024, l'Ente nazionale per la protezione degli animali ha deciso di istituire un Premio Milo, che verrà assegnato a un gatto diversamente abile. Il premio è patrocinato dall'Assessorato all’Agricoltura, Ambiente e Ciclo dei Rifiuti di Roma Capitale.
Il suo primo romanzo, Non superare le dosi consigliate, incentrato su disturbi alimentari, dipendenze e perfezionismo, è diventato una pièce teatrale. Questi temi, così come il body shaming e l'accettazione della propria individualità, sono spesso presenti all’interno della rubrica da lei curata su Sette.
Il suo saggio del 2022 Scorrettissimi. La cancel culture nella cultura americana, incentrato sulla cancel culture, tradotto in lingua spagnola con il titolo La cultura de la cancelación en Estados Unidos, è stato inserito da The Objective nell'elenco dei migliori saggi pubblicati in Spagna nel 2023.

## Opere

### Saggi
- Storia di mio padre, scritto da S. Cagliari, a cura di C. Rizzacasa d’Orsogna, Longanesi, 2018
- Scorrettissimi. La cancel culture nella cultura americana, Laterza, 2022

### Romanzi
- Non superare le dosi consigliate, Guanda, 2020

### Libri per bambini
- Storia di Milo, il gatto che non sapeva saltare, Guanda, 2018
- Storia di Milo, il gatto che andò al Polo Sud, Guanda, 2021
- Storia di Milo, il gatto che salvò Plutone, Guanda, 2023